# Rüthi
Rüthi is een gemeente en plaats in het Zwitserse kanton Sankt Gallen, en maakt deel uit van het district Rheintal.
Rüthi telt 1930 inwoners.